# Westerdykella ornata
Westerdykella ornata är en svampart som beskrevs av Stolk 1955. Westerdykella ornata ingår i släktet Westerdykella och familjen Sporormiaceae.   Inga underarter finns listade i Catalogue of Life.